# Давід Шарп (плавець)
Давід Шарп (англ. David Sharpe, 29 жовтня 1990) — канадський плавець.
Учасник Олімпійських Ігор 2012 року.